# Nigerianische Fußballnationalmannschaft (U-17-Juniorinnen)
Die nigerianische U-17-Fußballnationalmannschaft der Frauen repräsentiert Nigeria im internationalen Frauenfußball. Die Nationalmannschaft untersteht der Nigeria Football Federation und wird seit September 2020 von Bankole Olowookere trainiert.
Die Mannschaft tritt beim U-17-Afrika-Cup und der U-17-Weltmeisterschaft für Nigeria an. Mit einem Titelgewinn und fünf Halbfinal-Siegen gilt das Team gemeinsam mit Ghana als erfolgreichste U-17-Nationalmannschaft in Afrika. Entsprechend repräsentiert die nigerianische Auswahl den Kontinentalverband regelmäßig bei der U-17-Weltmeisterschaft, bei der Nigeria mit drei Viertelfinal-Teilnahmen (zuletzt 2014) ihr bislang bestes Ergebnis erreichte. Nur im Jahr 2018 konnte sich die Auswahl erstmals in ihrer Geschichte nicht für eine WM-Endrunde qualifizieren.

## Turnierbilanz

### Weltmeisterschaft
| Jahr   | Gastgeber               | Platzierung        |
| ------ | ----------------------- | ------------------ |
| 2008   | Neuseeland              | Gruppenphase       |
| 2010   | Trinidad und Tobago     | Viertelfinale      |
| 2012   | Aserbaidschan           | Viertelfinale      |
| 2014   | Costa Rica              | Viertelfinale      |
| 2016   | Jordanien               | Gruppenphase       |
| 2018   | Uruguay                 | nicht qualifiziert |
| 2021 1 | Indien 1                | – 1                |
| 2022   | Indien                  | 3. Platz           |
| 2024   | Dominikanische Republik | Viertelfinale      |

### Afrika-Cup
| Jahr   | Gastgeber             | Platzierung        |
| ------ | --------------------- | ------------------ |
| 2008   | Hin- und Rückspiele   | Afrikameister      |
| 2010   | Hin- und Rückspiele   | Halbfinal-Sieger 2 |
| 2012   | Hin- und Rückspiele   | Halbfinal-Sieger 2 |
| 2013   | Hin- und Rückspiele   | Halbfinal-Sieger 2 |
| 2016   | Hin- und Rückspiele   | Halbfinal-Sieger 2 |
| 2018   | Hin- und Rückspiele   | Halbfinale 2       |
| 2020 3 | Hin- und Rückspiele 3 | – 3                |
| 2022   | Hin- und Rückspiele   | Halbfinal-Sieger 2 |
| 2024   | Hin- und Rückspiele   | Halbfinal-Sieger 2 |